# RWE

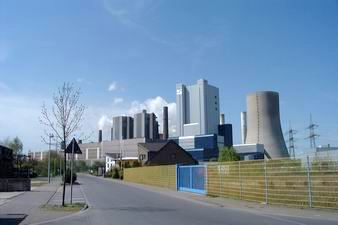
RWE の Niederaußem石炭火力発電所

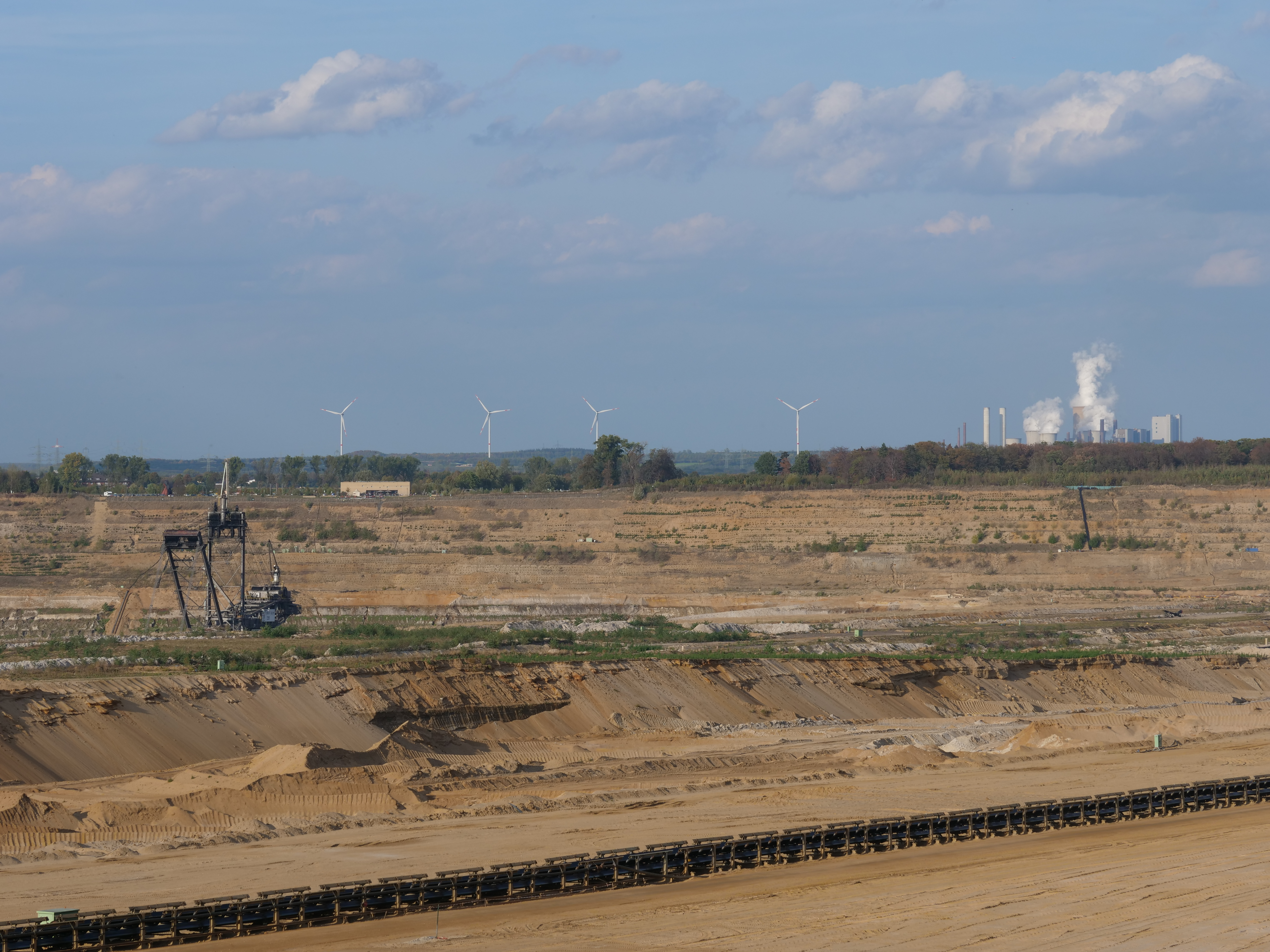
RWE の運営する褐炭露天掘り鉱山であるハンバッハ鉱山。遠方には鉱山のすぐそばで褐炭を燃やすための火力発電所の煙が見える。ケルン西方でハンバッハの森を伐採し集落複数を集団移転させるハンバッハ鉱山計画には環境運動家による反対運動がある

RWE AG（エル・ヴェー・エー、1990年までの社名はRheinisch-Westfälisches Elektrizitätswerk AG、ライン・ヴェストファーレン電力会社）はドイツ・エッセンに本社を置く大手エネルギー会社。
E.ONに次ぐドイツ第二位の電力会社で、ドイツほか、ドイツ国外では中欧・イギリス・アメリカ合衆国で電力・ガス・水道会社の大型買収を進め、世界有数の公益事業（パブリック・ユーティリティ）会社となった。ドイツを代表する大企業として、ドイツ株価指数（DAX）の40銘柄のひとつに選ばれ、フランクフルト証券取引所に上場している。

## 歴史
1898年4月25日、ライン・ヴェストファーレン電力会社はフランクフルト・アム・マインに本社を置く電力会社・Elektrizitäts-AG vormals W. Lahmeyer & Co、およびDeutsche Gesellschaft für elektrische Unternehmungenの出資を受け、エッセンに電力を供給する目的で設立された。1902年、アウグスト・ティッセン（August Thyssen、鉄鋼・機械産業界の大物で、現在のティッセン・クルップの創立者）とフーゴ・シュティネス（Hugo Stinnes、石炭、鉄鋼、メディアに至るまでを支配し第一次大戦前後に巨大財閥を築いた人物）が、ドイツ銀行やドレスナー銀行などの出資でライン・ヴェストファーレン電力会社を買収した。シュティネスは自らの土地にRWE最初の発電所を建設し、ルール地方各地の自治体と電力を供給する契約を結び、急速に事業を広げた。さらに彼はRWEに自治体や国からの出資を受けて半官半民の企業とし、発電・配電のみならず鉄道事業（電気鉄道）にまで進出した。
シュティネスの死後も発電所建設や事業拡大は続き、ドイツ最大のエネルギー・コングロマリットとなった。外債は大部分をナショナル・シティーが引受けていた。1925年には1000万ドル、1927年には1500万ドル、1928年と1930年にそれぞれ2000万ドルを貸した。1931年にはさらに750万ドルを足した。外債の合計はおよそ2億7300万ライヒスマルクに相当した。この貸付にはオプションがついており、ナショナル・シティーはRWE株を買い放題、青天井に増資が続いた。
1998年のドイツの電力自由化をきっかけに、当時の八大電力会社は四つにまで集約された。
デュッセルドルフのE.ON、エッセンのRWE、ハンブルクのHEW（ハンブルク電力会社、他の二社を吸収合併したが、スウェーデンの公営電力会社バッテンフォール（vattenfall、ヴァッテンファル）の傘下となり、2006年に社名をバッテンフォール・ヨーロッパに変更した）、カールスルーエのEnBW（独立を保ったがフランスの電力会社EDFの傘下となった）の四つ。
2000年のVEBA（Vereinigte Elektrizitäts- und Bergwerks Aktiengesellschaft、合同電力鉱山株式会社）とVIAG（Vereinigte Industrieunternehmen AG、合同工業企業株式会社）の合併によりドイツ最大の電力・エネルギー会社・E.ONが誕生したが、RWEもルール地方の競争相手であったドルトムントのVEW（Vereinigte Elektrizitätswerke Westfalen、合同ヴェストファーレン電力会社）を吸収合併してE.ONに次ぐ二位の地位を確保した。2007年、デグサの再編に出資をした。
電力・ガス・水道・環境事業などの公益事業は、世界中で民営化や国境を越えたM&Aが進み、RWEもこれを受けてイギリスの電力会社Innogy（イノジー）や上下水道会社テムズ・ウォーター、アメリカ合衆国のアメリカン・ウォーター・ワークスやその子会社のCalAm（カリフォルニア・アメリカン・ウォータ）、チェコのトランスガスなど、各国の民営化された電力・水道・ガス会社を買収し、ライバルのエネルギー企業各社に負けない多国籍化を進めた。
しかし、再生可能エネルギー分野への出遅れやドイツ政府の脱原発政策に伴いRWEの経営は急速に悪化、2013年に1949年以来の赤字決算に転落した。2016年、Innogyを再生エネルギー事業会社として分離、同社の株式の4分の3をRWEが保有する形で上場させた。2018年3月、RWEとE.ONとの間での資産交換が発表され、RWEはE.ONの株式の16％を買収し再生エネルギー事業を保有する一方、E.ONはInnogyの株式の76.8％を買収し同社の送配電事業を得ることになった。

## グループ構成
RWEの主な子会社は以下のものがある。
- RWE Power
- RWE Energy
- RWE Trading
- RWE Innogy
- American Water Works　アメリカでの水道事業
  - CalAm (California American Water)　カリフォルニア州での水道事業
- RWE npower　イギリスでの電力供給

イギリスは1957年以来、Central Electricity Generating Board（CEGB、中央発電委員会、中央電力庁、中央電力供給局とも）やSouth of Scotland Electricity Board（南スコットランド発電委員会、1954年設立）という国営電力公社が発電・配電を担ってきたが、1990年に始まった民営化でCEGBは送電部門のナショナル・グリッド（National Grid Company）、発電企業のナショナル・パワー（National Power）とパワージェン（Powergen）、および原子力発電会社のニュークリア・エレクトリック（Nuclear Electric）に分かれていった。うち、ナショナル・パワーは国内部門のイノジー（Innogy）と国際部門のインターナショナル・パワー（International Power）に分かれた。現在、パワージェンはドイツのE.ONの傘下となりE.ON UKと社名変更し、イノジーもドイツのRWE傘下になりnpowerに社名変更した。ニュークリア・エレクトリックは、南スコットランド発電委員会から分かれたスコティッシュ・ニュークリア（Scottish Nuclear）と合併し民営化されイギリス最大の発電会社ブリティッシュ・エナジー（British Energy）となった。南スコットランド発電委員会の原子力以外の部分はスコティッシュ・パワー（Scottish Power）となり、イギリス国内外での勢力拡大を進めている。